# Munro Price
Munro Prix est un historien britannique connu pour son travail primé sur l'histoire de France qui a fait ses études à l'université de Cambridge. Pour la plupart de sa carrière, il a été basé à l'université de Bradford, où il est actuellement professeur d'histoire sur l'Europe moderne. Il a également enseigné à l'université de Swansea et à l'université de Lyon.